# Ye (Birmania)
Ye è una cittadina della Birmania meridionale situata nello Stato Mon, di cui è la terza città per popolazione. Si trova in una zona ricca di risorse, specialmente di teck, di caucciù e di betel. È dotata di un vecchio aeroporto e Ye è capolinea di una ferrovia che la collega a Tavoy.